# Lee Wiley
Pour les articles homonymes, voir Wiley.
Lee Wiley, née Lee Willey le 9 octobre 1908 à Fort Gibson (Oklahoma) et morte le 11 décembre 1975 à New York, est une chanteuse de jazz et auteure-compositrice-interprète américaine de la nation Cherokee.

## Biographie

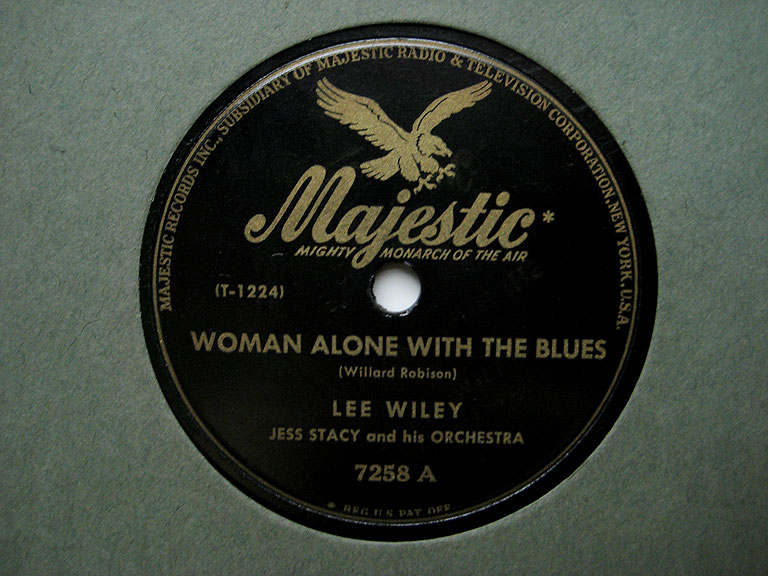
Lee Wiley et Jess Stacy, Woman Alone with the Blues (Willard Robison)

Née à Fort Gibson en Oklahoma, issue de la nation Cherokee, elle quitte la maison à quinze ans pour se lancer dans une carrière de chanteuse à New York, mais sa carrière est interrompue par une chute de cheval. Elle souffre alors de cécité puis se rétablit. À 19 ans, elle est membre du Leo Reisman Orchestra, avec qui elle enregistre en 1931 trois chansons : Take It from Me, Time On My Hands et sa propre composition Got the South in My Soul.
Elle travaille ensuite pour la radio chez KVOO à Tulsa (Oklahoma) et chante dans le programme de NBC Mrs Eleanor Roosevelt en 1932, et est présentée à l'émission de radio de Victor Young en 1933. Du 10 juin au 2 septembre 1936, elle a sa propre émission sur CBS.
En 1939, Lee Wiley enregistre huit chansons de George Gershwin en 78 tours avec un petit groupe pour Liberty Music Shop Records. L'ensemble se vend correctement et est suivi de 78 tours consacrés à la musique de Cole Porter (1940), de Richard Rodgers (1940), de Lorenz Hart (1954), de Harold Arlen (1943) et un disque consacré à la musique de Vincent Youmans et Irving Berlin (1951).
Elle épouse en 1943 le pianiste Jess Stacy mais en divorce en 1948.
Elle chante aussi avec Paul Whiteman et plus tard, avec le Casa Loma Orchestra. Une collaboration avec le compositeur Victor Young aboutit à plusieurs chansons pour lesquelles Wiley a écrit les paroles, notamment Got the South in My Soul et Anytime, Anyday, Anywhere.
Le 11 octobre 1963, Bob Hope Theatre sur NBC - TV présente Something About Lee Wiley. Piper Laurie dépeint Wiley dans un épisode qui a été produit par Revue Studios. La voix chantée de Wiley a été fournie par Joy Bryan.
Morte à New York, elle est inhumée dans ses terres familiales de la nation Cherokee.

## Discographie

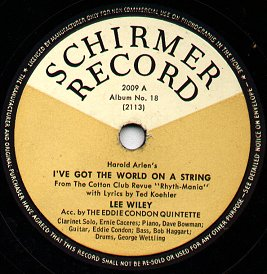
Lee Wiley et le Eddie Condon-Quintett

- 1951 : Night in Manhattan, Columbia
- 1952 : Lee Wiley Sings Vincent Youmans, Columbia
- 1952 : Lee Wiley Sings Irving Berlin, Columbia
- 1954 : Lee Wiley Sings Rodgers & Hart, Storyville
- 1954 : Duologue avec Ellis Larkins, Storyville
- 1957 : West of the Moon, RCA Victor
- 1958 : A Touch of the Blues, RCA
- 1971 : Back Home Again, Monmouth Evergeen
- 1977 : On the Air, Totem
- 1984 : The Complete Session of April 10, 1940 avec Benny Berigan, Blu-Disc
- 2007 : Live on Stage: Town Hall, New York, Audiophile